# Fiat 132
O Fiat 132 é um automóvel de segmento D produzido pela empresa automobilística italiana Fiat de 1972 a 1981. Uma versão atualizada do 132, chamada Argenta, foi produzida de 1981 a 1985.

## Fiat 132 (1972–74)

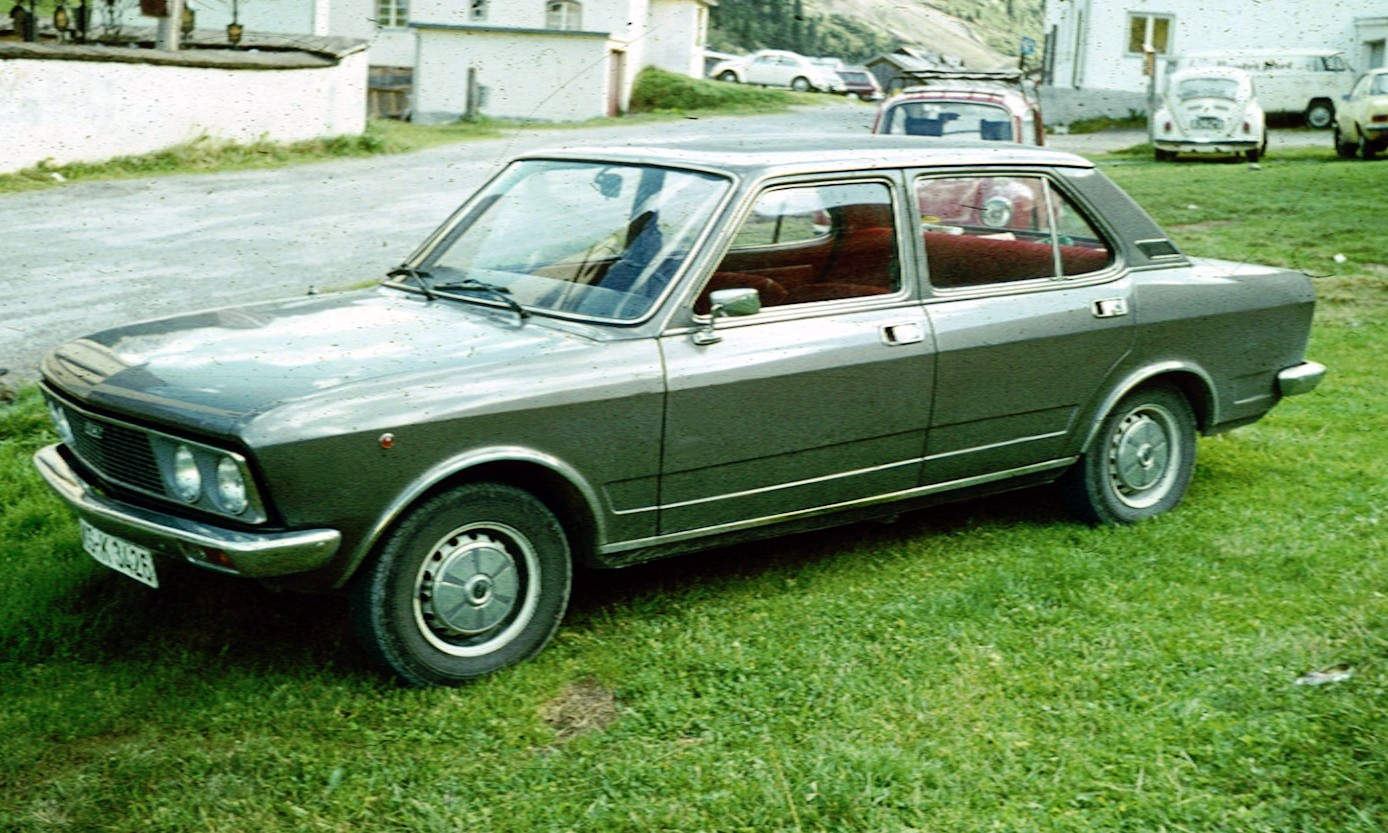
Fiat 132 (1972 - 1974)

O 132 foi introduzido como um substituto do Fiat 125 e, como ele, veio com motores duplos de came suspenso como padrão. No entanto, o Fiat 132 parecia mais com o maior Fiat 130 topo de gama.
Assim como o 125, o 132 vinha com caixa manual de cinco marchas, opcional em alguns mercados e padrão em outros: esta ainda era uma característica relativamente incomum nesta classe de carro em 1977. A transmissão automática GM "Strasbourg" foi listada como uma opção.

## Fiat 132 (1974–77)
Uma grande atualização na suspensão dianteira foi implementada em janeiro de 1974 em resposta às críticas ao manuseio e à direção com marcha muito baixa. Relatos da imprensa da época elogiam o manuseio aprimorado, que também foi apoiado pela instalação de pneus mais largos, embora o baixo consumo de combustível em alta velocidade continuasse a gerar comentários adversos, mesmo quando a opção de transmissão de cinco velocidades (incomum para a época) foi especificada. No mesmo ano, uma reformulação externa deu a impressão de uma cintura rebaixada resultante de janelas laterais maiores. Incluía um pilar C remodelado que lembrava a "torção Hofmeister" da BMW e lembrava alguns dos BMW Série 5 recentemente introduzidos.
Para o motorista, novos amortecedores acompanharam as melhorias na suspensão. O motor de 1600 cc permaneceu inalterado, mas o motor de 1800 cc beneficiou de uma cabeça de cilindro e carburador modificados, resultando num pequeno aumento na potência reivindicada para 107 cv, juntamente com uma curva de torque utilmente achatada. As melhorias internas incluíram um volante redesenhado juntamente com controles aprimorados de aquecimento e ventilação.

## Fiat 132 (1977–81)

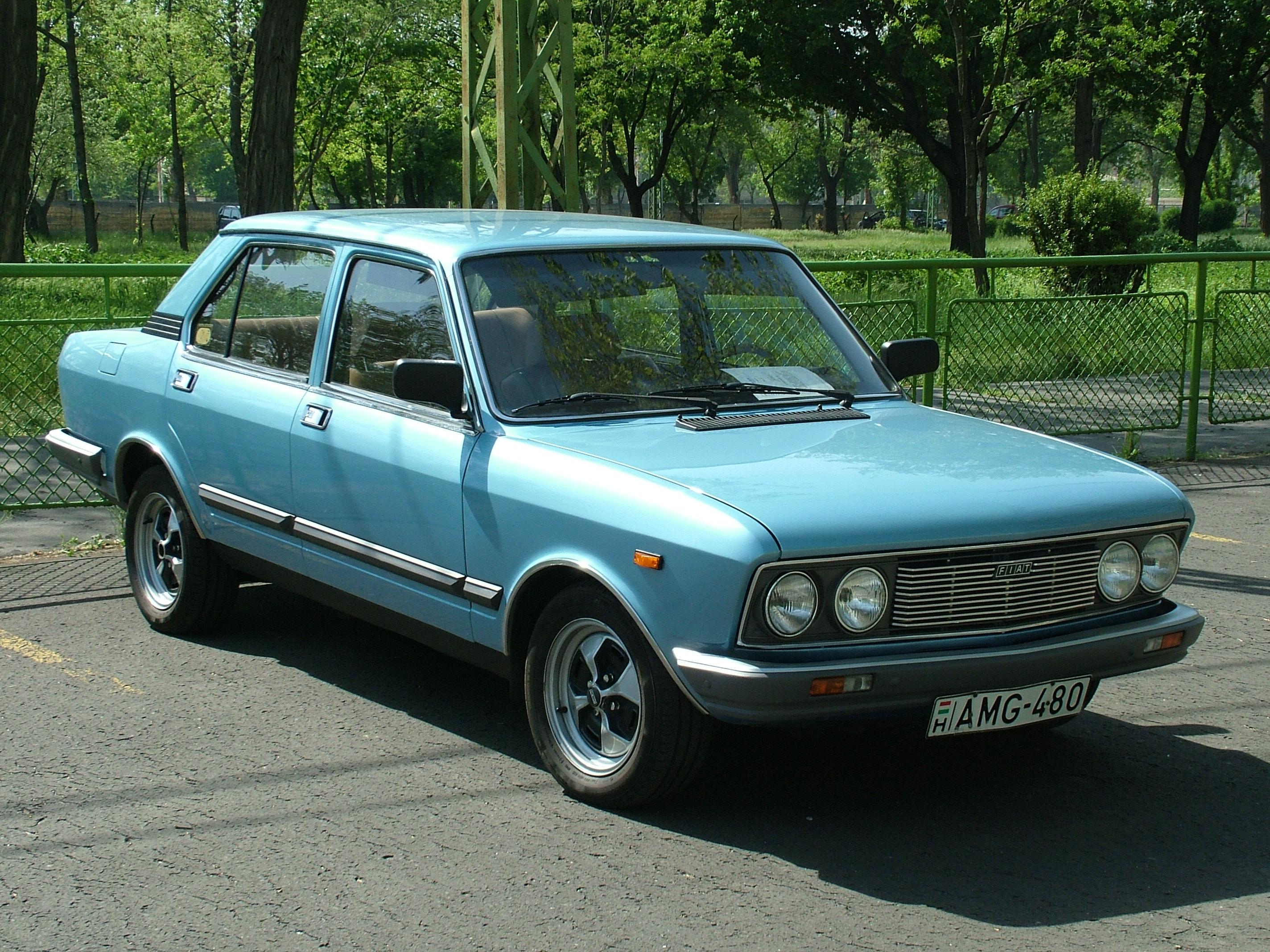
Fiat 132 (1980)

Em abril de 1977, o 132 recebeu mais uma reestilização. Novos pára-choques plásticos de "segurança" foram introduzidos no modelo, e a engrenagem da direção foi elevada, apoiada pela adição de servo-assistência. No interior havia um novo painel e acabamentos dos bancos. Nesta altura, com a descontinuação do 130, o 132 tornou-se o "carro-chefe" da gama Fiat.

## Montagem no exterior
O 132 teve fabricação limitada fora da Itália em comparação com seu antecessor 125. O carro foi feito na Espanha pela SEAT com uma versão que foi vendida entre 1973 e 1982. Também foi montado na África do Sul pelas montadoras locais da Fiat em Rosslyn. Após a atualização de 1977, o 132 foi renomeado como "Elita" na África do Sul e, devido à falta de capacidade na fábrica da Fiat, foi montado pelos concorrentes Alfa Romeo South Africa.
132 também foi montado na Iugoslávia, pela Zastava em Zagreb. Os carros chegaram lá praticamente completos, e lá foram colocadas peças como rodas, bateria e também uma placa que confirmava que o carro foi montado na Iugoslávia (sob o nome "Zastava 132"). Não houve diferenças em relação ao modelo construído na Itália. A montagem durou de 1974 a 1981 e cerca de 2 a 3.000 exemplares foram feitos. Foi particularmente popular entre diretores e funcionários. O 132 foi sucedido pelo Fiat Argenta na escalação do Zastava.
Na Polônia, o 132 foi oferecido a partir de 1973 como Polski Fiat 132p. O carro foi descrito como "montado pela FSO", embora na verdade os carros tenham sido enviados da Itália quase completos. A FSO fez apenas a montagem final, encaixando peças menores como limpadores, baterias, assentos, rodas e logotipos. O Polski Fiat 132p era o favorito dos altos funcionários do estado e dos serviços de segurança. Para o mercado interno estava disponível apenas para moeda forte nas lojas Pewex. Até 1981, foram montados 4.461. 270 Argenta também foram montados desta forma em 1985 pela FSO.
A Kia fez 4.759 unidades do 132 em regime CKD em 1979 na Coreia do Sul.